# نوشکم‌پایان
نوشکم‌پایان (نام علمی: Neogastropoda) نام یک راسته از فراراسته تازه‌شکم‌پایان است.